# Tsamider
Tsamider (albanska: Çamë; grekiska: Τσάμηδες, Tsamides) är en albansk folkgrupp som förut bebodde västra Grekland, av albaner benämnt Tsamerien (Çamëria). Bara en liten del av tsamiderna lever i Tsamerien; runt 150 000 bor i Albanien, cirka 400 000 i andra länder, de flesta i Turkiet och USA, och enbart 40 000 kristna tsamider i Grekland.
En majoritet är av muslimsk tro men en signifikant minoritet är ortodoxa kristna. Tsamiderna är tvåspråkiga, med albanska som modersmål, och grekiska som andrahandsspråk. 
De flesta tsamider blev förflyttade i samband med en överenskommelse om befolkningsutbyte mellan Grekland och Turkiet i fördraget i Lausanne 1923. Under andra världskriget påstods tsamiderna ha samarbetat med den tyska ockupationsmakten och cirka 20 000 kvarvarande tsamider måste därför efter kriget fly till Albanien. På grund av det ansträngda förhållandet i Albanien har den albanska regeringen krävt att tsamiderna ska få rätt att återvända till Grekland och få tillbaka sina egendomar, men Grekland har hittills vägrat.